# والتر باتلر (رجل أعمال)
والتر باتلر (بالفرنسية: Walter Butler)‏ هو شخصية أعمال فرنسي، ولد في 16 أغسطس 1956 في ريو دي جانيرو في البرازيل.